# Haim Naghid
Haim Naghid (sau Haim Nagid, în ebraică חיים נגיד n. 1940 București) este  un poet și critic literar israelian de limbă ebraică, de asemenea critic și autor de teatru, publicist și pictor, originar din România.
A fost redactorul suplimentului literar al ziarului „Maariv”. Intre anii  2003-2008 a fost președintele Asociației generale a scriitorilor israelieni.

## Notă biografică
Haim Naghid a emigrat în Israel în copilărie, în  1948, împreună cu tatăl sau. Ei s-au stabilit în Moshava Ghermanit - fosta Colonie Germană din Ierusalim. A învățat la școala Tahkemoni, apoi la școala elementară pedagogică „Carmeli” din cartier. Studiile medii, cu profil sociologic, le-a urmat la liceul pedagogic Talbiye. După serviciul militar, a lucrat în contabilitate la administrația cantinelor și magazinelor armatei „Shekem” ,și, în paralel, a studiat literele, filozofia și pedagogia la Universitatea din Tel Aviv.Apoi a predat vreme de șapte ani literatura și filosofia la licee din Herzliya și Tel Aviv. 
Ulterior a lucrat ca publicist, critic literar și de cultură și redactor, scriind la mensualul pedagogic „Orim lehorim”, la suplimentele literare ale ziarelor „Yediot Aharonot”, „Lamerhav”, la revista literară „Moznaiym” (Balanța) etc. Între anii 1976-1992 a fost membru al redacției cotidianului „Maariv”,redactând pagina literară și culturală, și având un timp o rubrică personală.
După ce a părăsit ziarul Maariv, în anii 1992-1996 a lucrat la cotidianul „Davar”, până la închiderea acestuia, scriind articole pe teme culturale și literare, precum și critică de teatru. În 1993 a revenit  cu articole de critică literară la „Yediot Aharonot”.
După titlul de master în literatură, a obținut titlul de doctor în domeniul artei dramatice la Universitatea Tel Aviv.
A predat mai mulți ani literatura la filiala din Oranim a Universității din Haifa, de asemenea subiecte din domeniul literaturii și teatrului în cadrul Universității Tel Aviv, iar din 2001 predă filozofia educației la Colegiul de tehnologie pedagogică din Tel Aviv.
Împreună cu Gad Keinar, Naghid a fost întemeietorul, în anul 1998, al revistei trimestriale „Theatron”, și din acelaș an este redactorul revistei „Gag” („Acoperiș”) a Asociației generale a scriitorilor israelieni.
Haim Naghid este și redactorul revistei de educație artistică „Klaím” (din 2000), iar din 1995 a fost redactorul unei serii („Maftehot”)
("Chei") de cărți despre artă. 
El a colaborat cu articole de istorie a literaturii, teatrului, artelor plastice, muzicii și filmului între anii 1920-1980 la enciclopedii israeliene (Marile epoci ale Țării Israelului ed.Maariv 1980-1981 , Istoria Țării Israelului ed Zmora Bitan, 1986) și străine (The World Encyclopedia of Contemporary Theatre, ed Don Rubin, Routledge 1983)
Naghid  a făcut parte, în decursul anilor, din juriile care au decernat premii importante in domeniul literaturii și teatrului in Israel, ca de exemplu Premiul Sapir, Premiul Bernstein, Premiul Kugel, de asemenea ,distincțiile Festivalurilor de teatru Akko și Theatronetto.
Între anii 2003-2008 a fost președintele Asociației generale a scriitorilor israelieni, care include atât creatori în limba ebraică, cât și creatori în alte limbi  - (arabă, rusă, idiș, engleză, franceză, română etc)
Haim Naghid locuiește la Tel Aviv. El este căsătorit și are o fiică și doi nepoți.

## Premii și onoruri
- 1971 Premiul Matti Katz pentru poezie
- 1988 Premiul primului ministru pentru literatură
- 1996 Premiul fundației Dov Sadan pentru cercetări în domeniul literaturii ebraice și idiș
- 2011 Premiul orașului Ramat Gan pentru întreaga sa activitate

## Cărți

### Versuri
- 1971 Shloshim Shirim (Treizeci de poezii) Hakibbutz Hameuchad,

- 1986 Shira Mekomit (Poezie locală), Am Oved
- 1989 Metatron (poezii), Zmora Bitan
- 1994 Siur Ba-Ezor Ha-Asur (Expediție în Zona interzisă)
- 1994 Tag
- 2012 Yemina lesimtat Gan eden(La dreapta pe ulița Paradisului - versuri alese 1971-2011)
- 2015 Ad tom haetzev - Hasta el final de la tristeza -ediție bilingvă ebraică - spaniolă, aparuta in Israel si Spania (traducerea în spaniolă de Daniel Blaustein)

### Teatru
- 1990  Picnic Be-Husmasa  (Picnic la Husmasa)  Or Am, 1990

### Critică de teatru
- 1998  Râs și tremur - despre teatrul lui Hanoch Levin
- 2009  BiGnut Ha-Ashlaiá   (Împotriva iluziei: Drama documentară ebraică)

Poezii individuale au fost publicate în traducere olandeză, engleză, franceză și germană.